# Vera Gorbatxova
Vera Gorbatxova (en rus: Вера Горбачёва) va ser una ciclista soviètica. Va aconseguir una medalla de bronze al Campionat del món en ruta de 1959, per darrere de la belga Yvonne Reynders i la seva compatriota Aino Puronen.